# パークシティ新川崎

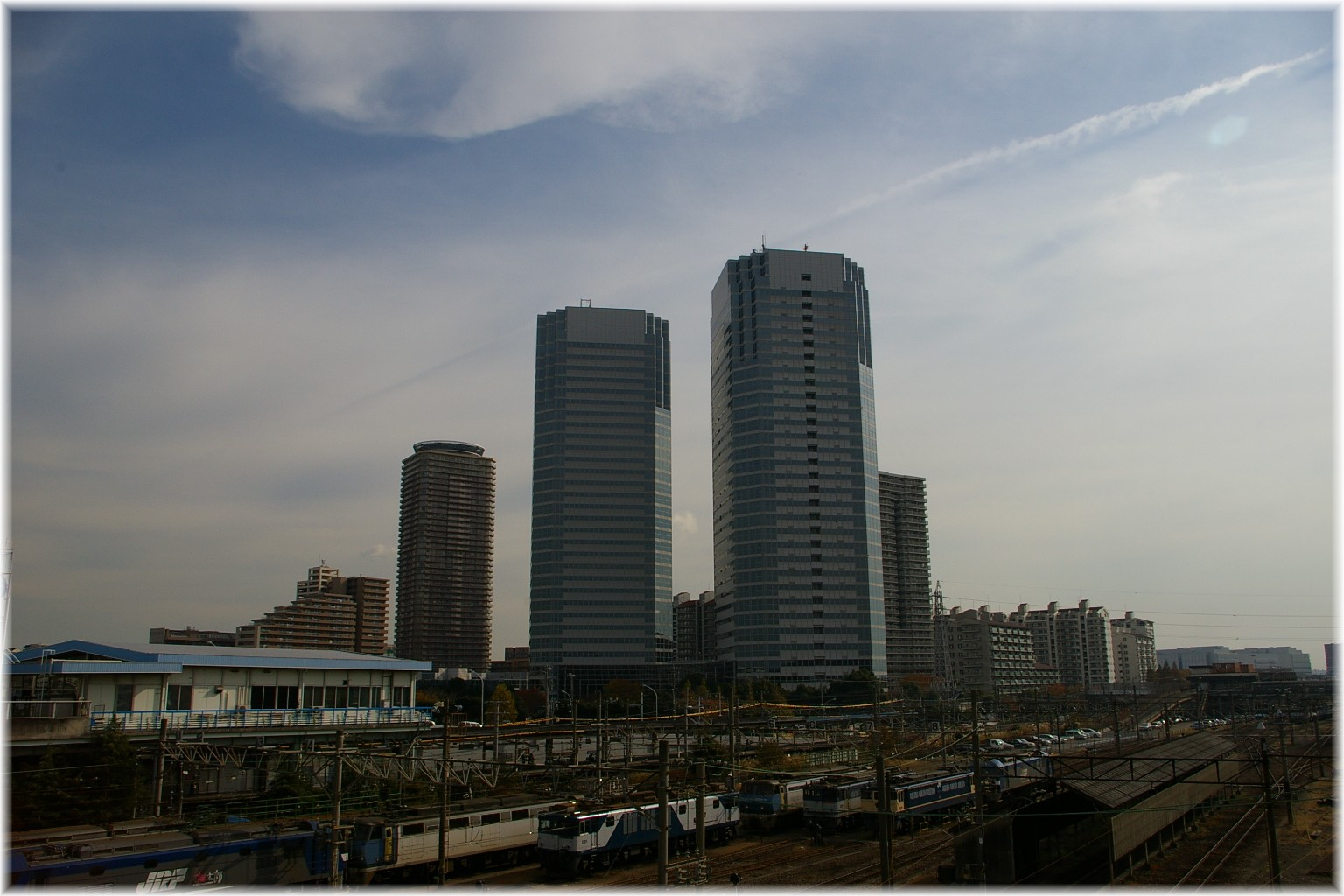

パークシティ新川崎（パークシティしんかわさき）とは神奈川県川崎市幸区小倉1番地1に存在する職住近接の高層住宅群。

## 概要
三井不動産が日立製作所跡地にオフィス2棟（新川崎三井ビルディング、31階建て）と、マンション9棟、総戸数1707戸の複合大規模開発をしたものである。完成当時神奈川県では最大の大規模分譲マンションであった（大規模マンション）。現在でも神奈川県内で2番目に大規模なマンション群となっている。完成当時は武蔵小杉の超高層ビル群がまだ存在していなかったため、94mの東二番街 G棟と西三番街 D棟は川崎市内で最高層の超高層マンションであった。新川崎でのマンション開発の嚆矢であり、その後2002年には鹿島田にサウザンドシティや新鶴見操車場跡地のSHINKA CITY（2010年）、クレストプライムレジデンス（2015年～）が竣工するなどし、新川崎エリアの開発と人口増加が進んだ。さらに北側の隣接地では2016年に鹿島田駅西部地区第一種市街地再開発事業として超高層マンションのパークタワー新川崎が竣工している。

## 歴史
- 1985年（昭和60年） - 着工。
- 1988年（昭和63年） - 完成、分譲開始。

## ギャラリー

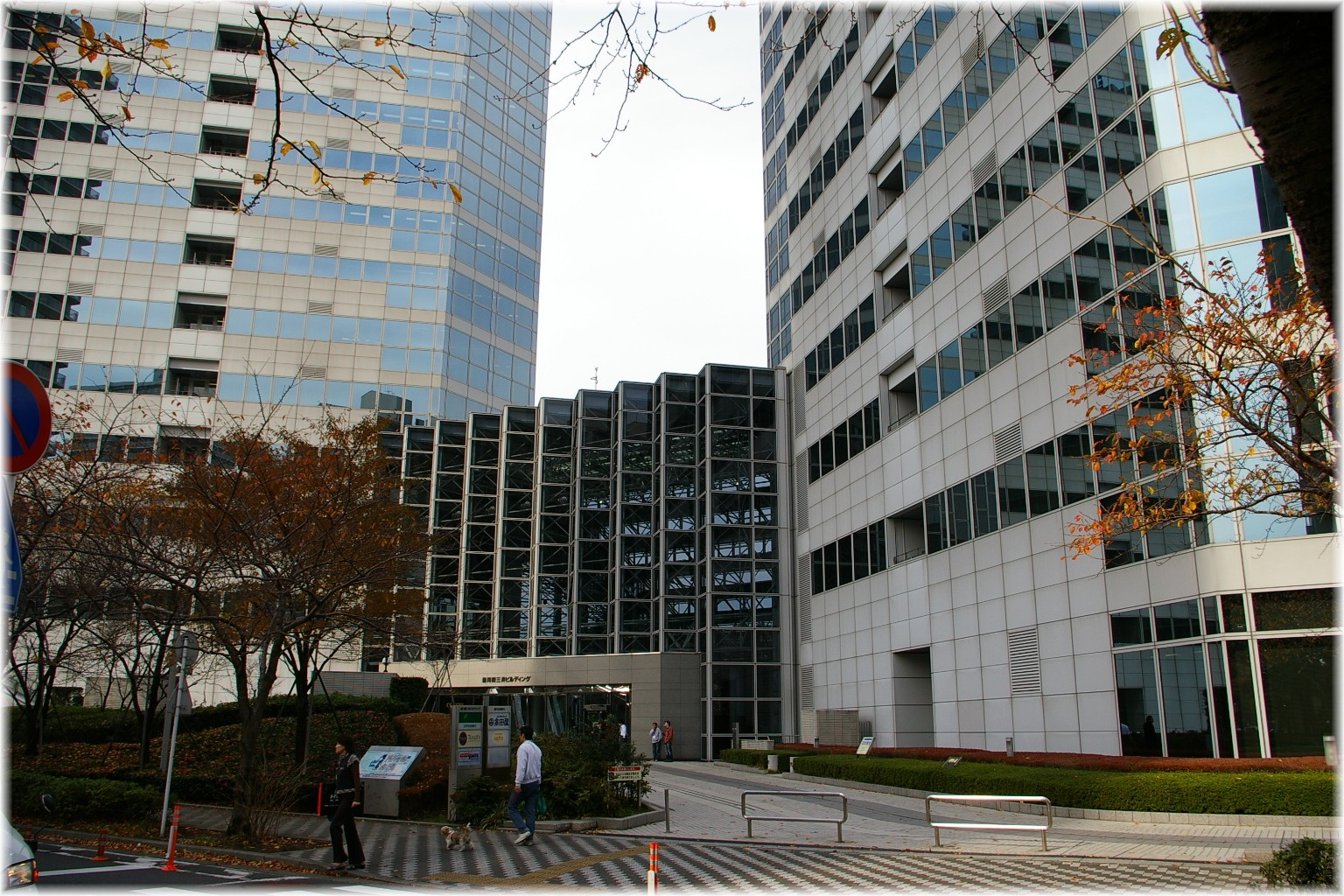
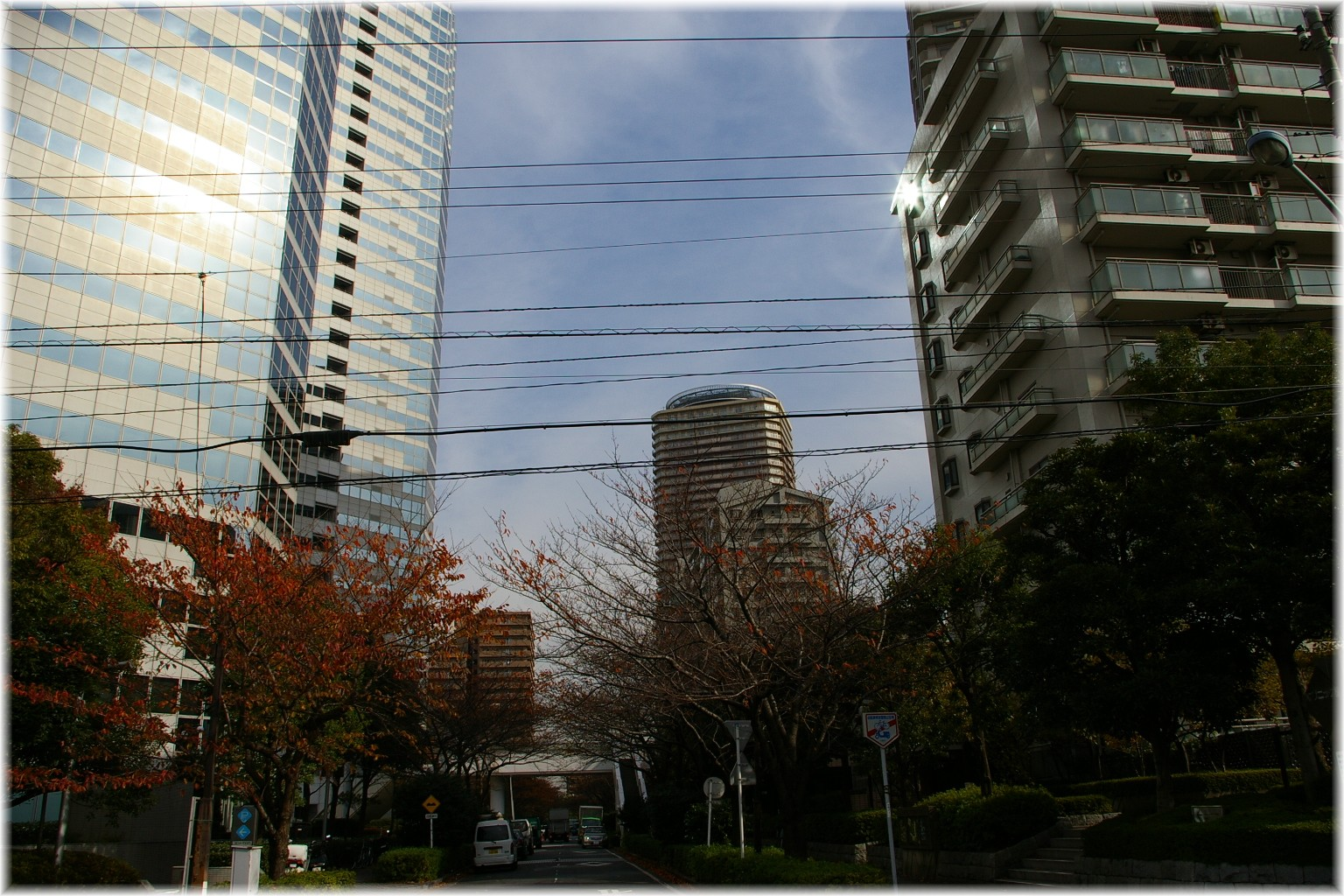
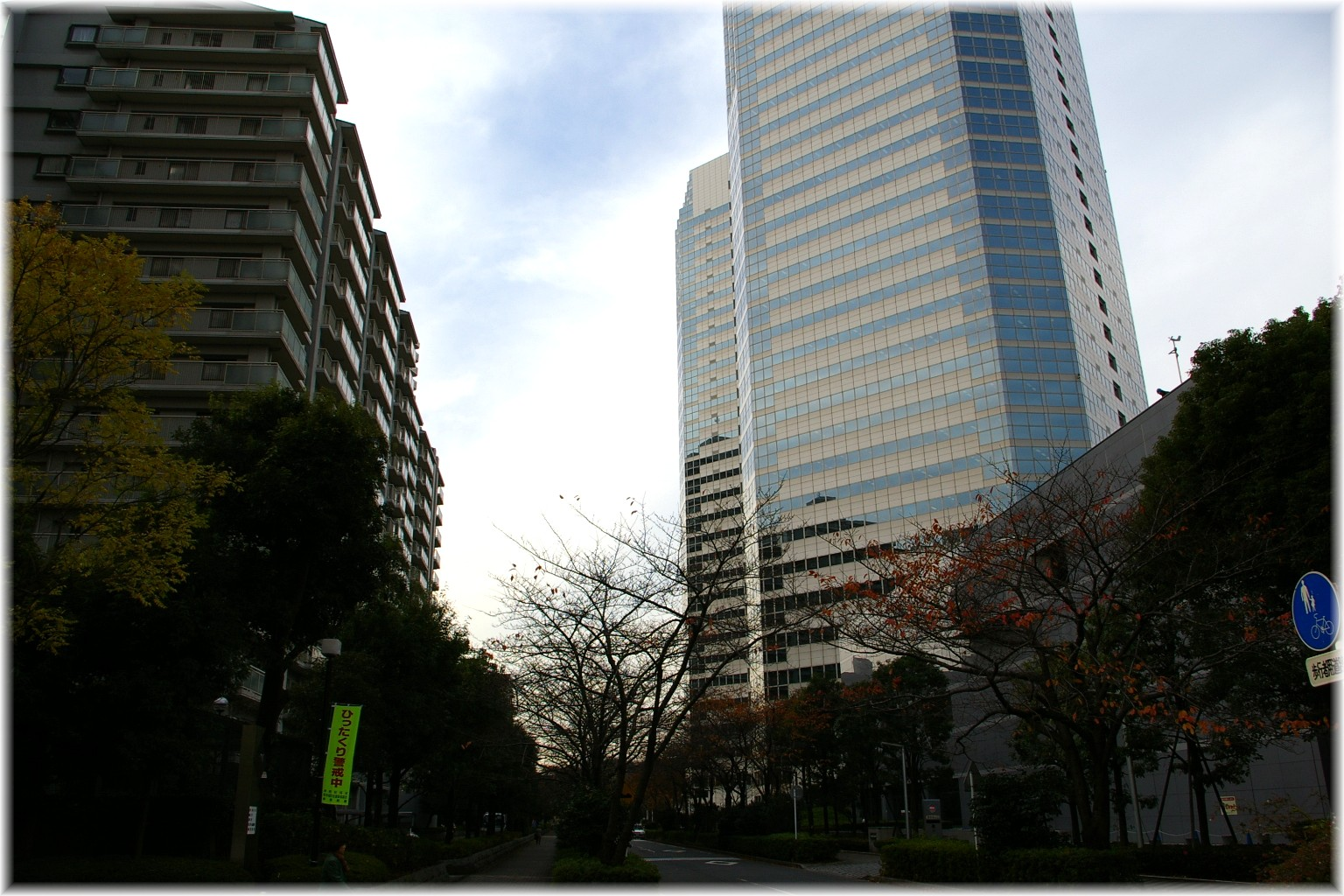